# Die-shot

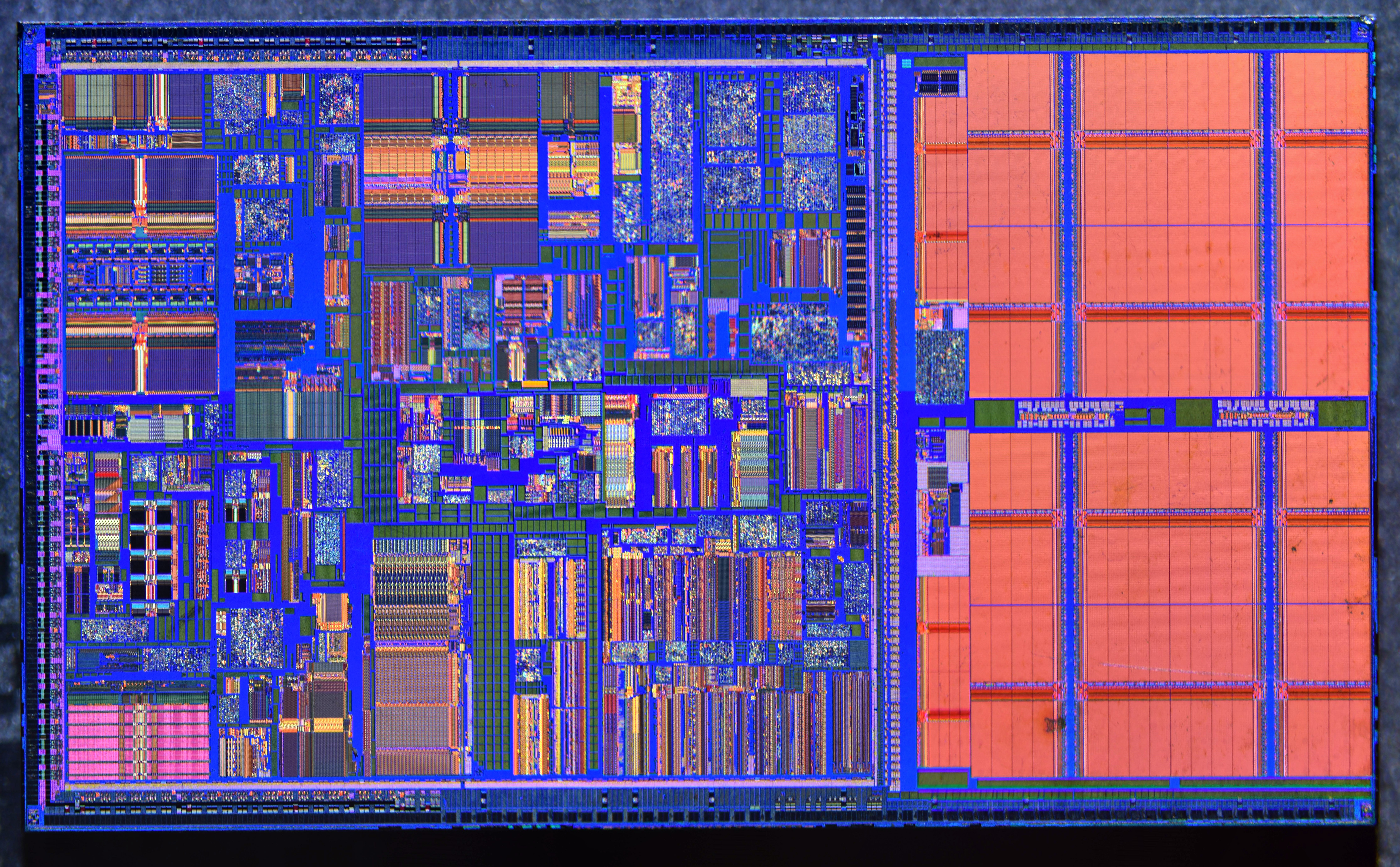
Die-shot van een Intel Pentium II.

Een die-shot of die-foto is een foto of stille opname van een geïntegreerde chip, vaak een centrale processor of grafische processor van een computer. Een die-shot is te vergelijken met de doorsnede van een (bijna) tweedimensionale computerchip waarop het ontwerp en de aanleg van verschillende banen en componenten goed te zien is. Vanwege de hoge complexiteit van moderne computerchips worden die-shots vaak kleurrijk weergegeven waarbij verschillende onderdelen met behulp van speciale verlichting of handmatig gekleurd zijn.

## Methodes
Een die-shot is letterlijk een foto van een computerchip zonder haar behuizing. Er zijn twee manieren om een dergelijke chip "bloot" op een foto te kunnen vastleggen; het nemen van de foto vóórdat een chip in een behuizing gegoten wordt, en het naderhand openen of verwijderen van een behuizing.

### Vermijden van de behuizing
Het nemen van een foto vóórdat de chip in een behuizing terecht komt, is vaak voorbehouden aan de fabrikant van de chip, omdat de chip vrij snel in het productieproces ingepakt wordt om de gevoelige enorm kleine onderdelen te beschermen tegen invloeden van buitenaf. Fabrikanten kunnen echter terughoudend zijn in het delen van die-shots, om te voorkomen dat concurrenten makkelijk een inkijkje kunnen krijgen in de technologische voortgang en complexiteit van een chip. Er hebben zelfs bedrijven bestaan die gespecialiseerd zijn in het reverse-engineeren van chips met dergelijke methodes.

### Verwijderen van de behuizing
Het verwijderen van de behuizing van een chip is een vaak chemisch proces - een chip is zo klein en de onderdelen zijn zo microscopisch dat het openen van een behuizing met gereedschap zoals zagen, schuren of dremels de gehele chip dusdanig zou beschadigen dat een die-shot niet langer of minder nuttig is. Er kan gebruik worden gemaakt van bijvoorbeeld zwavelzuur om de plastic behuizing van een chip op te laten lossen. Dit is geen ongevaarlijk proces - zwavelzuur kan veel gezondheidsschade aanrichten bij mensen, dieren en milieu. Chips worden in een glazen pot met zwavelzuur ondergedompeld, waarna het zwavelzuur tot wel drie kwartier lang gekookt wordt op een temperatuur van 337 graden Celsius. Wanneer de plastic behuizing vergaan is, kunnen er nog andere processen volgen om overgebleven koolstof te verwijderen, zoals met een warm bad van geconcentreerd salpeterzuur. Hierna ligt de inhoud van een chip relatief bloot en kan er met macrofotografie een opname gemaakt worden van de chip.

## Galerij

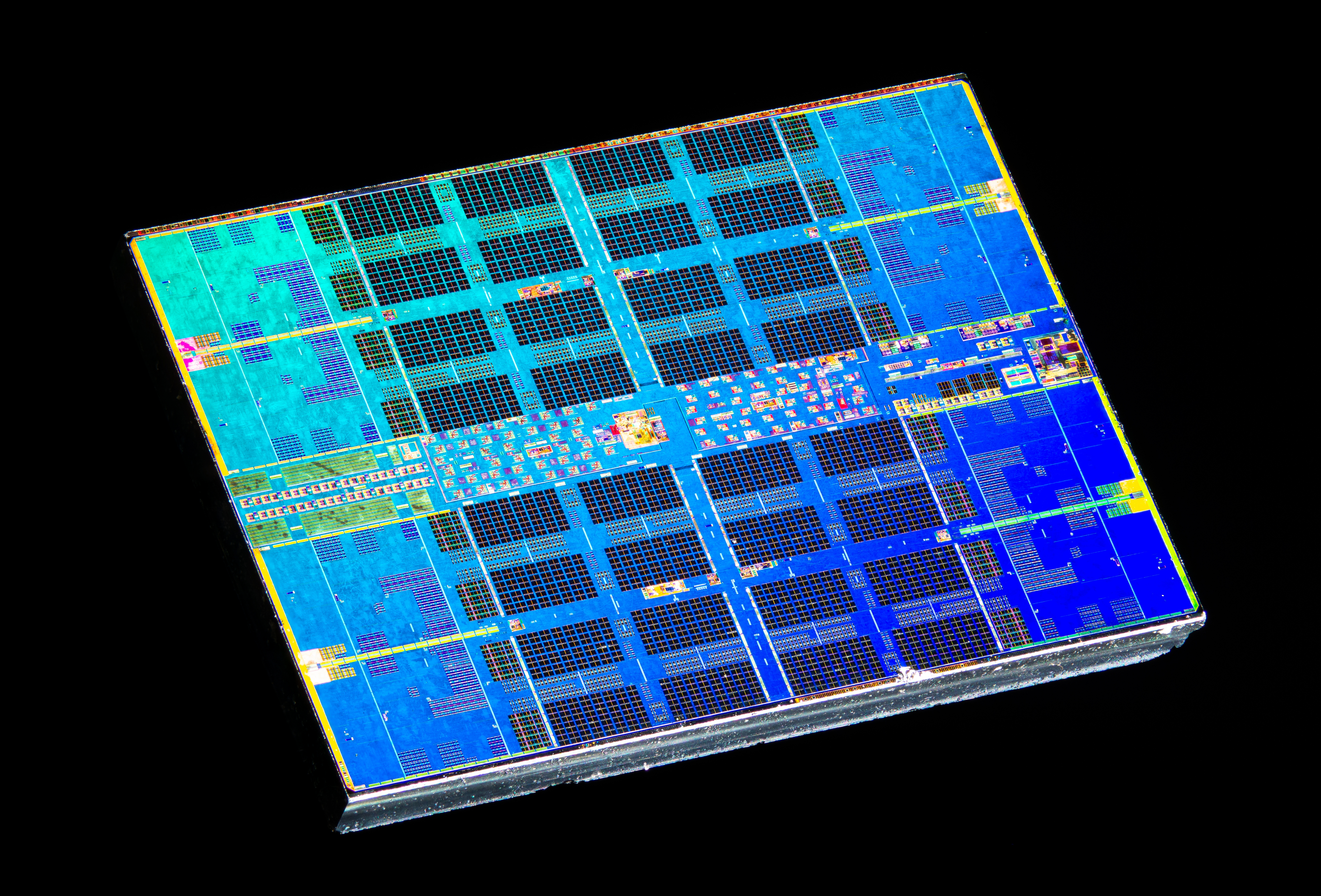
Die-shot van een AMD Zen 2 Ryzen-processor.
Die-shot van een Intel Pentium II.
Die-shot van een Intel D8742 USB-Microcontroller.
Die-shot van een AMD Ryzen 5-2600 processor.
Die-shot van Hitachi HD61914 RAM-geheugen.
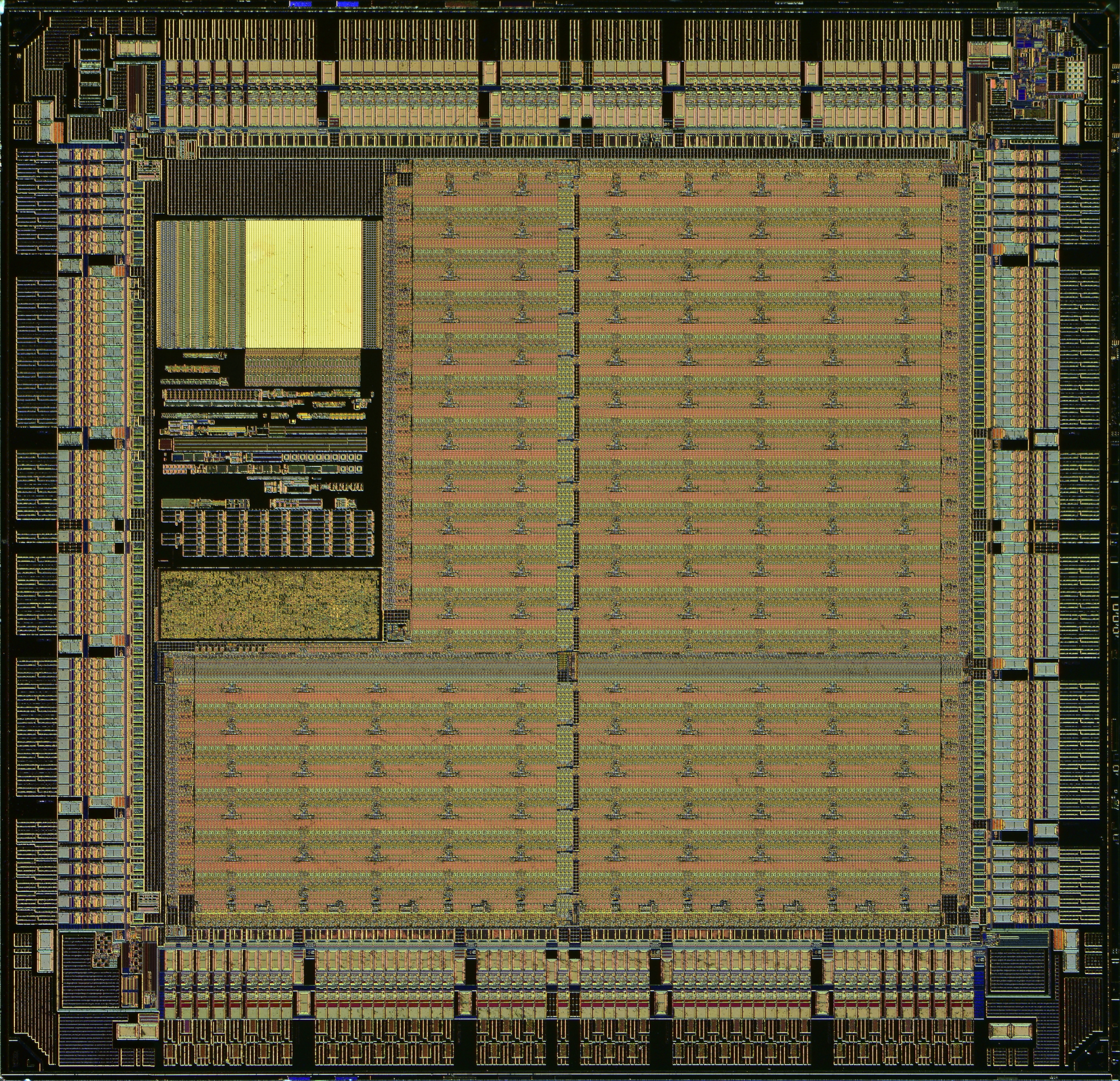
Die shot van een Altera Max II.
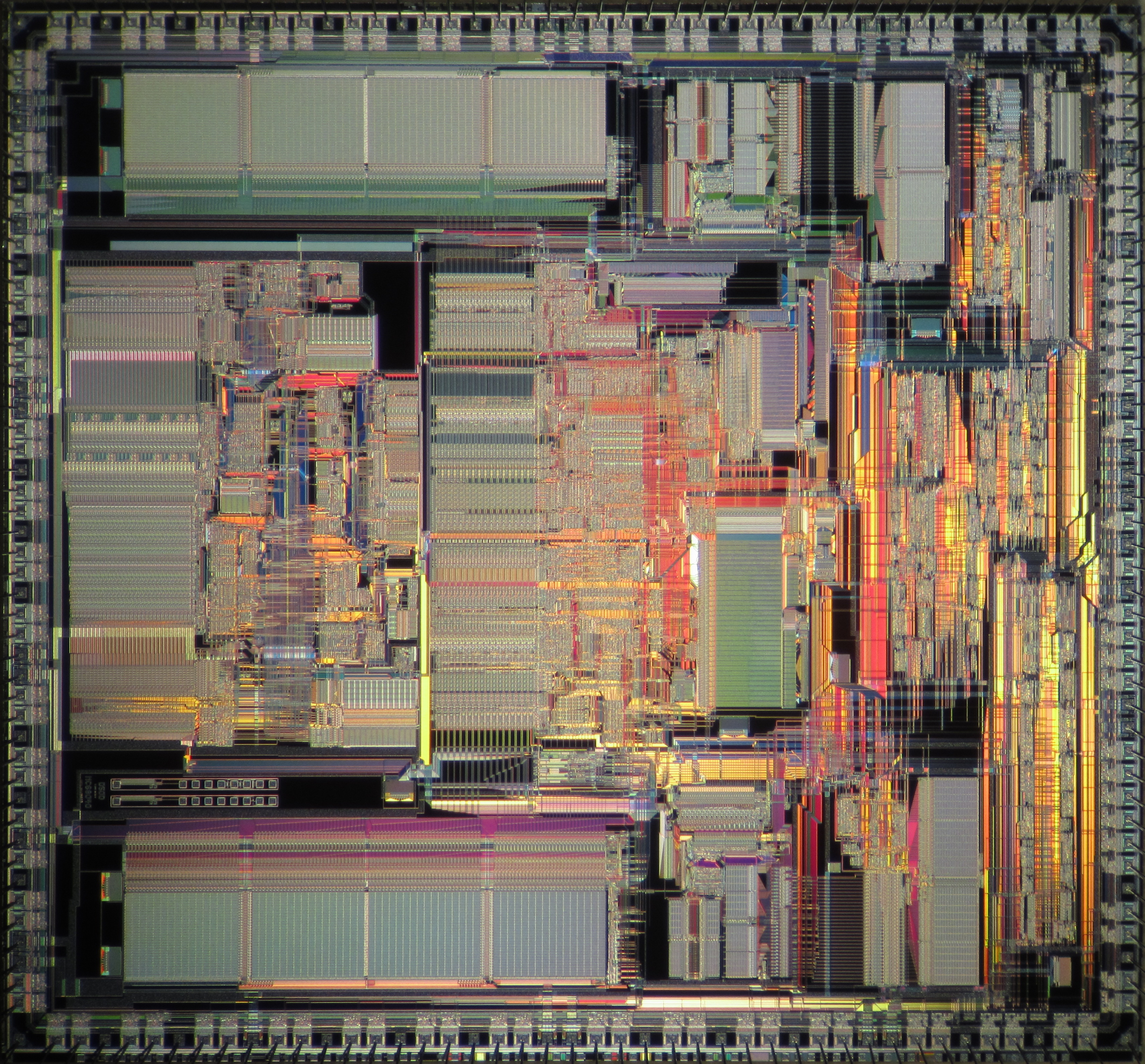
Die-shot van een Motorola 68040-processor.